# موتور ترند
موتور ترند (به انگلیسی: Motor Trend) یک مجلهٔ خودروی آمریکایی است که اولین بار توسط انتشارات پیترسن در لس آنجلس و با شعار «مجله‌ای برای دنیای خودرو» در تاریخ سپتامبر ۱۹۴۹ منتشر شد. انتشارات پیترسن در سال ۱۹۹۸ به یک ناشر بریتانیایی به نام ئی‌ام‌ای‌پی فروخته شد. این مالک جدید، مجله‌های پیترسن را در سال ۲۰۰۱ به پرایمیدیا واگذار کرد. از سال ۲۰۱۷، این مجله توسط گروه موتور ترند منتشر شده‌است و دارای بیش از یک میلیون خوانندهٔ ماهانه است.

## محتوا و بخش‌ها

### آزمایش‌های جاده‌ای
مجلهٔ موتور ترند نتایج آزمایش‌های جاده‌ای خودروها را برای خوانندگانش به چاپ می‌رساند. این آزمایش‌ها به صورت ماهانه، و با هدف قرار دادن اطلاعات خودروی مورد آزمایش در اختیار مخاطب، منتشر می‌شوند. در این بخش تلاش می‌شود تا جنبه‌های مختلف و همچنین موارد قابل انتظار پس از خرید خودروی مورد آزمایش ذکر شود.

### مقایسه خودروها
مقایسه خودروها به دو صورت در موتور ترند انجام می‌گیرد. مقایسه‌های عادی معمولاً میان دو یا سه خودرو انجام می‌شوند و بیانگر خصوصیات خودرو و حس رانندگی با آن هستند. «آزمایش بهترین‌ها» نیز به‌طور معمول میان پنج تا هفت خودرو جهت مقایسه تمامی این خودروها با یکدیگر صورت می‌گیرد.

### ترند
بخش ترند به آخرین رویدادهای دنیای صنعت خودرو اختصاص دارد. در این بخش اخبار تولیدکنندگان، فراخوان‌ها و… درج می‌شوند. بخش «تازه‌واردها» (خودروهای از نو طراحی شده یا مدل‌های کاملاً جدید) نیز با اطلاعات اجمالی و مقالات کوتاه در مورد خودروهای جدید، از زیربخش‌های این بخش از مجله است.

### گاراژ موتور ترند
موتور ترند ناوگانی از خودروهای مورد آزمایش بلند مدت را در ساختمان مرکزی خود در لس آنجلس، کالیفرنیا نگهداری می‌کند. اکثر نویسندگان و دبیران مجله هرکدام یک خودرو را در اختیار دارند و وظیفهٔ آن‌ها این است که این خودروها را به صورت روزانه مورد استفاده قرار داده و گزارشی از عملکرد، نقاط قوت و نقاط ضعف این خودروها ارائه کنند. هر ماه برای جایگزینی یک یا دو خودرو که این ناوگان را ترک می‌کنند، یک یا دو خودروی جدید به این ناوگان افزوده می‌شود. هر آزمایش بلند مدت حدود یک سال تقویمی به طول می‌انجامد. حتی اگر خودروها همچنان در ناوگان موجود باشند، اخبار تکمیلی هر خودرو به صورت ماهانه در مجله چاپ نمی‌شود. این بخش معمولاً در صفحات آخر مجلهٔ موتور ترند چاپ می‌شود.

### ویژگی‌های دیگر
در برخی مواقع انواع دیگری از مقالات در مجلهٔ موتور ترند به چاپ می‌رسند. معمولاً هر ماه یک مقالهٔ ویژه در این مجله نوشته می‌شود. به عنوان مثال، در یک شمارهٔ مجله ممکن است مقاله‌ای با عنوان آزمایش «مصرف سوخت واقعی» به چاپ برسد که در آن موتور ترند به اندازه‌گیری مصرف سوخت یک خودرو در شرایط مختلف پرداخته، و سپس نتایج این آزمایش را با ارقام اعلام شده از طرف ئی‌پی‌ای و خودروسازان، که در اختیار نمایندگی‌های فروش و خریداران قرار می‌گیرند، مقایسه می‌کند.

## خودروی سال

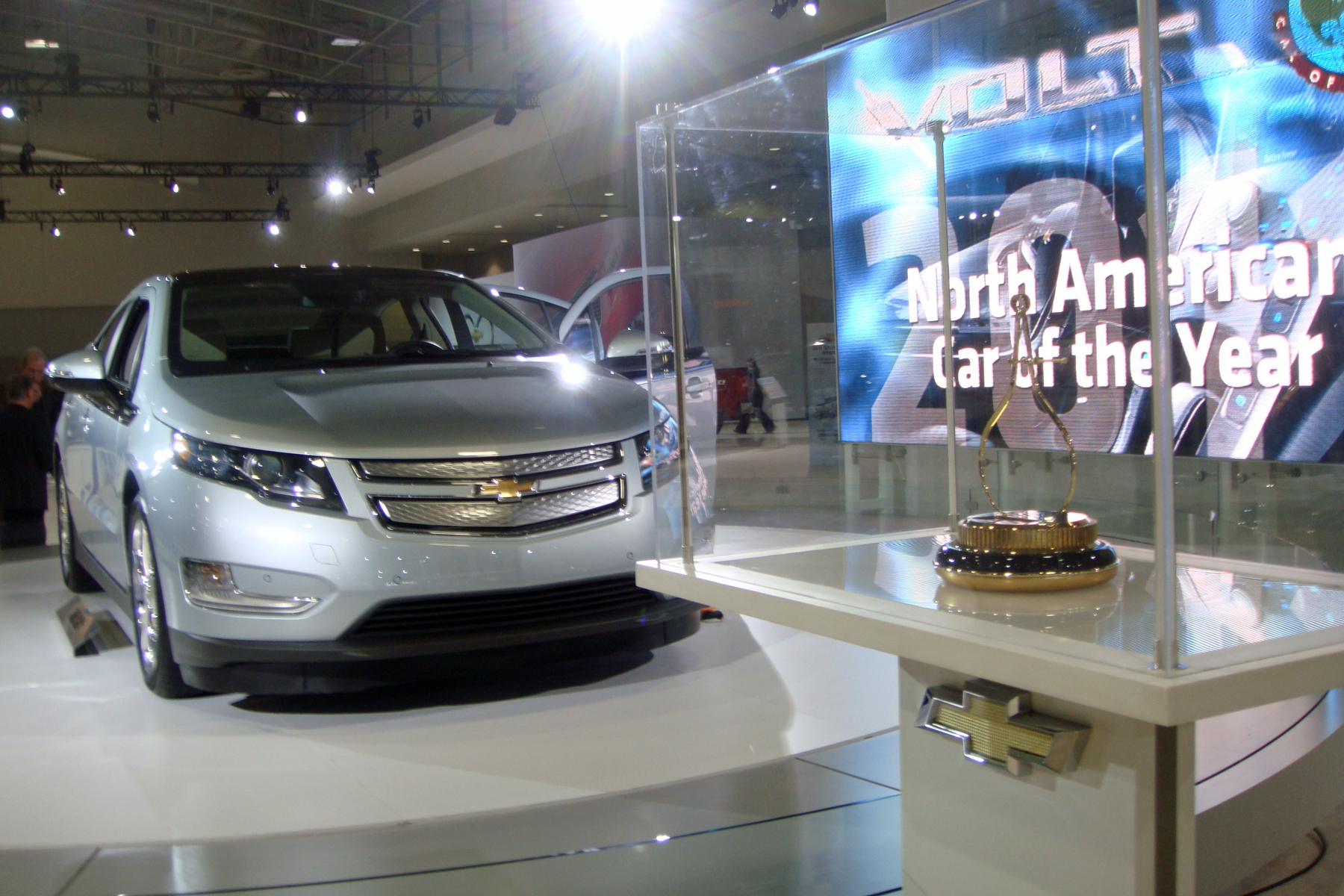
شورلت ولت در سال ۲۰۱۱ برندهٔ جایزهٔ خودروی سال موتور ترند شد.

یکی از اولین و پایدارترین خلاقیت‌های این مجله، جایزهٔ خودروی سال بوده‌است، که از زمان شروع به کار آن تقریباً به صورت بی‌وقفه اهدا شده‌است؛ هرچند که نام این جایزه تا قبل از دههٔ ۱۹۵۰، تثبیت نشده بود. این جایزه پیش از جایزهٔ خودروی سال اروپا بنیان‌گذاری شد.
اولین برندهٔ این جایزه شرکت کادیلاک در سال ۱۹۴۹ بود که به‌طور خلاقانه‌ای از سوپاپ رو در موتور وی۸ استفاده کرد؛ با اینکه شرکت کادیلاک این جایزه که از سوی یک مجلهٔ نوپا اهدا شده‌بود را رد کرد، اما امروزه با افتخار از جوایز خودروی سال خود در محتوای تبلیغاتی استفاده می‌کند. جایزه خودروی سال موتور ترند در طول سال‌ها چندین تقسیم و دگرگونی را تجربه کرده‌است. این جایزه برای مدتی در دههٔ ۱۹۷۰ با نام جایزهٔ چرخ‌های طلایی اهدا می‌شد و از کنار آن جوایز دیگری همچون وانت سال، خودروی وارداتی سال و همچنین خودروی شاسی‌بلند سال نیز شکل گرفتند. دست‌یابی به جایزهٔ خودروی سال از اهداف مهم خودروسازان جهان است و رسانه‌ها از آن به عنوان مهم‌ترین امتیاز قابل دست‌یابی برای شرکت‌های خودروسازی یاد می‌کنند.
از جمله برندگان اخیر جایزهٔ خودروی سال می‌توان به شورلت ولت (۲۰۱۱)، فولکس‌واگن پاسات (۲۰۱۲)، تسلا مدل اس (۲۰۱۳)، کادیلاک سی‌تی‌اس (۲۰۱۴)، فولکس‌واگن گلف (۲۰۱۵)، شورلت کامارو (۲۰۱۶)، شورلت بولت ئی‌وی (۲۰۱۷)، آلفا رومئو جولیا (۲۰۱۸) و جنسیس جی ۷۰ (۲۰۱۹) اشاره کرد.